# اقبال حسین قریشی
اقبال حسین قریشی (انگلیسی: Iqbal Hussain Qureshi; ۲۷ سپتامبر ۱۹۳۷ – ۸ دسامبر ۲۰۱۲) دانشمند در زمینه شیمی هسته‌ای اهل هند بود.